# John Cullum
John Curtis Cullum (ur. 2 marca 1930 w Knoxville) – amerykański aktor. Dwukrotny laureat Tony Award dla najlepszego aktora muzycznego: w 1975 za rolę Charliego Andersona w Shenandoah i w 1978 jako Oscar Jaffee w O XX wieku.

## Życiorys
Urodził się w Knoxville w Tennessee jako syn bankiera. Uczęszczał do Knoxville High School i University of Tennessee. Był również wybitnym tenisistą, wygrywając mistrzostwa konferencji południowo-wschodniej w 1951 z Billem Davisem.
W 1956 zadebiutował na Broadwayu w sztuce George’a Bernarda Shawa Święta Joanna. W 1960 powrócił na Broadway jako Sir Dinadan, jeden z wielu śpiewających Rycerzy Okrągłego Stołu w musicalu Alana Jaya Lernera Camelot z Julie Andrews i Richardem Burtonem. W 1962 wystąpił po raz pierwszy na off-Broadwayu jako król Francji w tragedii Williama Shakespeare’a Król Lear. W 1964 zdobył uznanie krytyków w roli Laertesa w broadwayowskim Hamlecie w reżyserii Johna Gielguda z Richardem Burtonem. W 1966 zagrał w musicalu Alana Jaya Lernera W pogodny dzień zobaczysz przeszłość (On A Clear Day You Can See Forever) u boku Barbary Harris, zdobywając nagrodę Theatre World.
5 maja 1959 ożenił się z tancerką tańca współczesnego Emily Frankel. Mają syna Johna Davida „JD” (ur. 1 marca 1966), który również jest aktorem.

## Filmografia
Filmy
- 1964: Hamlet jako Laertes
- 1966: Hawaje (Hawaii) jako wielebny Immanuel Quigley
- 1972: 1776 jako Edward Rutledge
- 1983: Nazajutrz (The Day After, TV) jako Jim Dahlberg
- 1992: Z zemstą (With a Vengeance) jako Fred Mitchell
- 1999: Kto sieje wiatr (Inherit the wind, TV) jako sędzia Merle Coffey
- 2005: Słynna Bettie Page (The Notorious Bettie Page) jako pastor w Nashville
- 2006: Nocny słuchacz (The Night Listener) jako ojciec Noone’a
- 2013: Na śmierć i życie (Kill Your Darlings) jako prof. Harrison Ross Steeves

Seriale
- 1966–1967: The Edge of Night jako David „Giddy” Gideon
- 1969: Tylko jedno życie (One Life to Live) jako Artie Duncan
- 1986: McCall (The Equalizer) jako Stuart Cane
- 1987: McCall (The Equalizer) jako sędzia Howard Tainey
- 1989: Zagubiony w czasie (Quantum Leap) jako John O’Malley / Miguel de Cervantes / Don Quixote
- 1990–1995: Przystanek Alaska (Northern Exposure) jako Holling Gustaf Vincoeur
- 1994: Przystanek Alaska (Northern Exposure) jako Abe
- 1996: Prawdziwe potwory (Aaahh!!! Real Monsters) jako Millard (głos)
- 1997: Prawo i porządek (Law & Order) jako Harold Dorning
- 1997: Dotyk anioła (Touched by an Angel) jako Mark Twain
- 1997–2000: Ostry dyżur (ER) jako David Greene
- 2000: Roswell: W kręgu tajemnic (Roswell) jako James Valenti Sr.
- 2001: Prawo i porządek (Law & Order) jako Bernard Powell, Sr.
- 2003–2011: Prawo i porządek: sekcja specjalna (Law & Order: Special Victims Unit) jako sędzia Barry Moredock
- 2009–2018: Pępek świata (The Middle) jako Wielki Mike
- 2011: Układy (Damages) jako Ed O’Malley
- 2012: Rockefeller Plaza 30 jako tajemniczy mężczyzna
- 2012: Bananowy doktor (Royal Pains) jako Andres Bochinski
- 2013: Żona idealna (The Good Wife) jako kardynał James
- 2013: Siostra Jackie (Nurse Jackie) jako Wally
- 2015: Unbreakable Kimmy Schmidt jako tatuś tatusia
- 2017: Madam Secretary jako Ted King
- 2019: Czarna lista (The Blacklist) jako senator Beau Carpenter
- 2021: Syn marnotrawny (Prodigal Son) jako Logan Zeiger